# Dorfkirche Jeserig (Fläming)

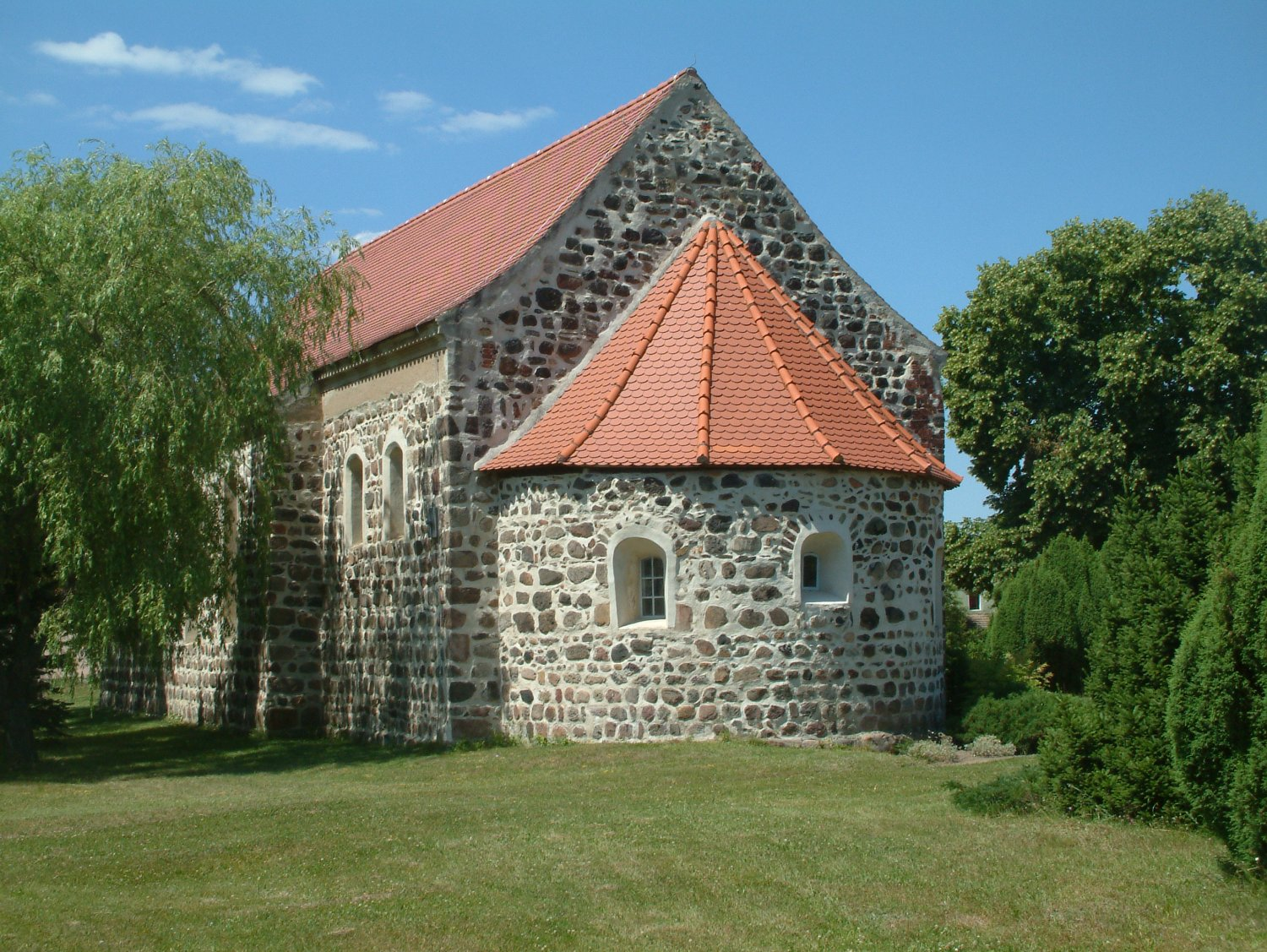
Kirche Jeserig

Die evangelische Dorfkirche Jeserig ist eine romanische Saalkirche im Ortsteil Jeserig von Wiesenburg/Mark im Landkreis Potsdam-Mittelmark in Brandenburg. Sie gehört zur Kirchengemeinde Wiesenburg/Mark im Kirchenkreis Mittelmark-Brandenburg der Evangelischen Kirche Berlin-Brandenburg-schlesische Oberlausitz.

## Geschichte und Architektur
Die Dorfkirche Jeserig ist eine spätromanische Saalkirche aus lagigem, behauenem Feldsteinmauerwerk mit eingezogenem Chor und Apsis. Der Baubeginn wird noch im 12. Jahrhundert angenommen. In anderen Quellen wird das Ende des 14. Jahrhunderts angegeben und dies unter anderem durch die „Form und Verwendung von Backsteinen und die Qualität des Mauerwerks“ begründet. Die Fenster wurden im Jahr 1724 vergrößert und der Eingangsbereich verändert. Eine Erneuerung des Dachturms erfolgte 1850.
Im Jahr 1931 wurden das Innere und die Ausstattung neu ausgemalt. Der frühere Dachturm aus Fachwerk wurde 1954 abgerissen und der Westgiebel verputzt. Eine Restaurierung erfolgte in den Jahren 1989–2001. Auf der Nordseite befindet sich ein rundbogiges Feldsteinportal; das Westportal ist vermauert. An der Nordseite des Chores ist eine Priesterpforte vorhanden. Auf der Nordseite des Schiffs sind noch hochsitzende kleine Rundbogenfenster vermutlich in der ursprünglichen Größe erhalten, die Fenster der Südseite wurden 1858 vergrößert und mit Segmentbogen versehen. In der Apsis sind drei rundbogige Fenster eingesetzt. Das Innere der Kirche ist flachgedeckt, der Chorbogen wurde entfernt; im Westen ist eine Empore eingebaut. An der Nordseite des Chores ist eine Sakramentsnische erhalten.

## Ausstattung
Hauptstück der Ausstattung ist ein hölzerner Altaraufsatz mit ausgesägten, akanthusbemalten Wangen aus dem Jahr 1693, das Abendmahlsbild wurde 1857 von Döhring aus Wittenberg nach niederländischem Vorbild des 16. Jahrhunderts geschaffen. Die Taufe ist modern. Die hölzerne Kanzel stammt aus der Zeit um 1615 und wurde aus der Gertraudenkirche in Bad Belzig hierher überführt. In den Feldern des polygonalen Korbs sind vier rustikale Gemälde zu sehen: der kindliche Salvator mundi, das apokalyptische Lamm, der Sämann, Jesus und die Samariterin. Im Jahr 1877 wurde die von Orgelbaumeister Lobbes aus Niemegk gefertigte Orgel eingeweiht. Eine Glocke stammt von 1469 und wiegt 600 kg. Zwei weitere mussten im Ersten Weltkrieg im Jahr 1917 zu Rüstungszwecken abgegeben werden und gingen verloren.